# Grzegorz Wędzyński
Grzegorz Wędzyński (ur. 4 czerwca 1970 w Przasnyszu) – polski piłkarz i trener, pomocnik, reprezentant Polski.

## Kariera
Karierę piłkarską rozpoczynał w MZKS Przasnysz, z którego trafił do Polonii Warszawa. Wiosną 1993 roku został zawodnikiem innego klubu ze stolicy – Legii. Z „Wojskowymi” wywalczył dwa tytuły mistrza Polski (1994, 1995), dwa Puchary Polski (1994, 1995) oraz jeden Superpuchar Polski (1994).
Po zakończeniu sezonu 1994/1995 odszedł do ŁKS Łódź, a po kolejnym roku powrócił do Polonii. Z „Czarnymi Koszulami” w roli kapitana zdobył wicemistrzostwo Polski (1998). 15 lipca 1998 roku w towarzyskim meczu z Ukrainą zadebiutował w reprezentacji Polski. Łącznie rozegrał w niej dwa spotkania, po raz drugi pojawiając się na murawie w narodowych barwach 28 kwietnia 1999 roku w potyczce z Czechami.
Latem 1999 roku wyjechał do Izraela, gdzie podpisał kontrakt z Maccabi Tel Awiw. Z klubem tym dwukrotnie sięgnął po krajowy puchar (2001, 2002). W tamtejszej lidze występował także w barwach Hapoelu Ironi Riszon le-Cijjon oraz Hapoelu Ironi Kirjat Szemona. Do Polski powrócił w 2004 roku, zakładając koszulkę Górnika Łęczna. W klubie tym rozegrał swoje ostatnie mecze na poziomie ekstraklasy. Łącznie wystąpił na tym poziomie rozgrywkowym 210 razy, zdobywając 22 bramki.
W kolejnych latach ponownie grał dla Polonii Warszawa, a w latach 2008-2009 był grającym dyrektorem sportowym III-ligowej Narwi Ostrołęka. Od stycznia 2010 roku łączył funkcje dyrektora sportowego i trenera w Pogoni Siedlce, z którą awansował do grupy wschodniej II ligi. W tym okresie był również członkiem zarządu Agencji Rozwoju Miasta Siedlce. Klub opuścił w grudniu 2011 roku, a w okresie od kwietnia do września 2012 roku był trenerem II-ligowej Elany Toruń.
Jesienią 2013 roku wyjechał do USA, gdzie został szkoleniowcem FC Icon New Jersey, a po pół roku Polonii New York SC. Z tym ostatnim zespołem zdobył dwukrotnie mistrzostwo Ameryki Północnej klubów polonijnych, został także wybrany trenerem roku 2014 przez tamtejszy związek klubów polonijnych. Od 2015 roku mieszka w Belgii, gdzie współpracuje z klubami jako manager.

## Wyróżnienia
- Tytuł honorowego obywatela miasta Przasnysza (2022)[4].